# Stenogobius marinus
Stenogobius marinus är en fiskart som beskrevs av Watson, 1991. Stenogobius marinus ingår i släktet Stenogobius och familjen smörbultsfiskar. Inga underarter finns listade i Catalogue of Life.